# Bancha
El bancha (番茶) es un té verde japonés. Se cultiva del segundo florecimiento del sencha, entre verano y otoño (el primero se cultiva para el shincha).
El bancha es el té verde corriente en Japón. Considerado el té verde de menor calidad, existen 22 grados de bancha. Su sabor es único, con un fuerte aroma a paja. Se macera a unos 80°C, que pueden obtenerse añadiendo un cuarto del volumen de agua mineral al agua hirviendo antes de poner las hojas. La infusión a mayor temperatura hace que el té sepa amargo. Se deja macerar de 30 segundos a 3 minutos.
- Datos: Q789960